# Gillis Claesz. de Hondecoeter

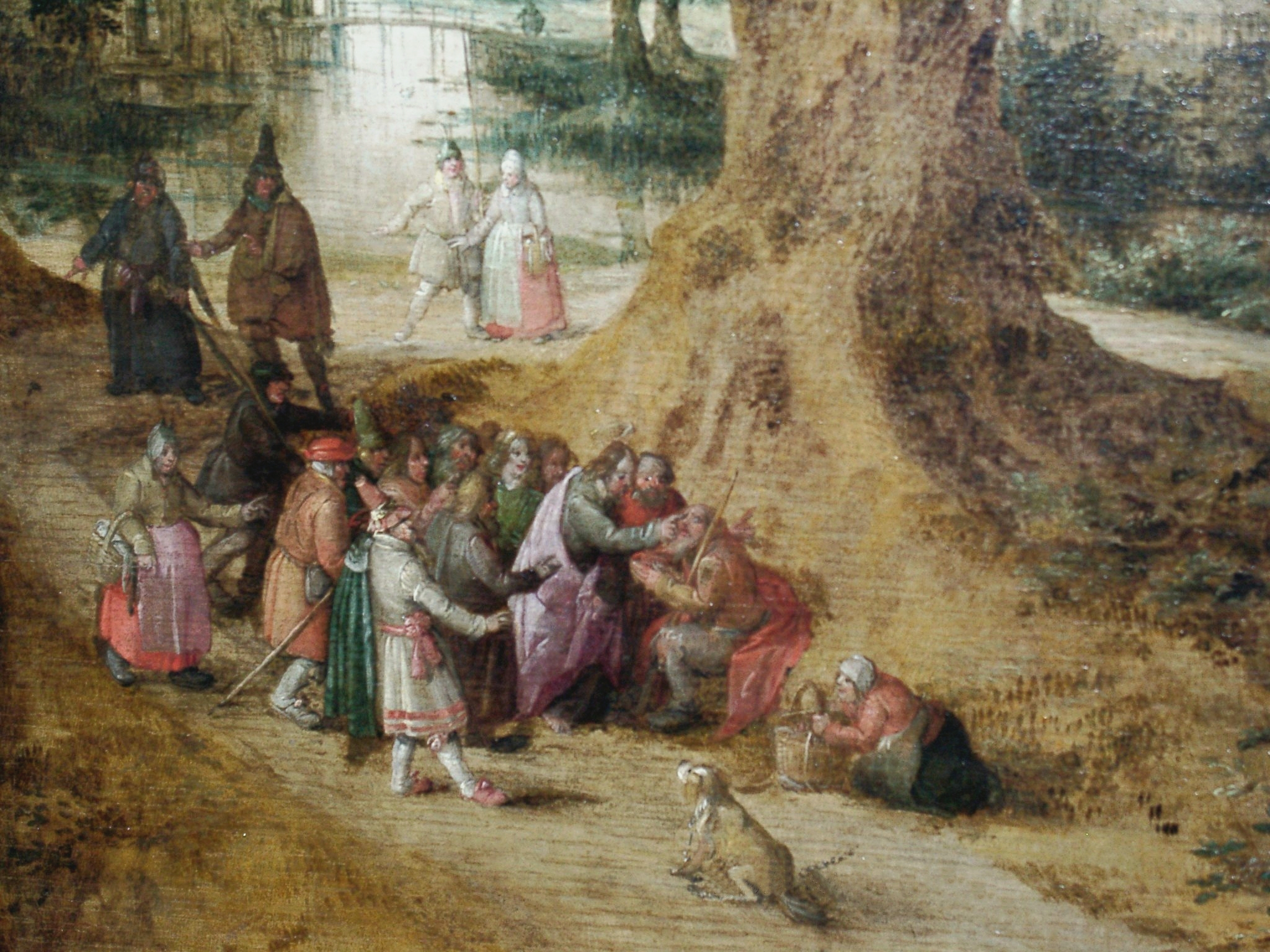
Chrystus uzdrawia ślepego od urodzenia, 1608, Museum Geelvinck Hinlopen Huis, Amsterdam (sztafaż wykonał David Vinckboons)

Gillis Claesz. de Hondecoeter lub d'Hondecoeter (ur. ok. 1575 w Antwerpii lub Mechelen, pochowany 17 października 1638 w Amsterdamie) – holenderski malarz barokowy.
Pejzażysta czyny w Utrechcie i Amsterdamie, malował  fantastyczne krajobrazy w stylu flamandzkim, często z motywem religijnym. Jego syn Gijsbert (Gysbert) de Hondecoeter oraz wnuk Melchior de Hondecoeter byli malarzami zwierząt.

## Wybrane prace
- Chrystus uzdrawia ślepego od urodzenia, 1608, Museum Geelvinck Hinlopen Huis, Amsterdam,
- Krajobraz leśny ze strzelcami, Rijksmuseum.